# العلاقات الرواندية المالطية
العلاقات الرواندية المالطية هي العلاقات الثنائية التي تجمع بين رواندا ومالطا.

## مقارنة بين البلدين
هذه مقارنة عامة ومرجعية للدولتين:
| وجه المقارنة                                              | رواندا                                        | مالطا                                                     |
| --------------------------------------------------------- | --------------------------------------------- | --------------------------------------------------------- |
| المساحة (كم2)                                             | 26.34 ألف                                     | 316                                                       |
| عدد السكان (نسمة)                                         | 12.21 مليون                                   | 465.29 ألف                                                |
| الكثافة السكانية (ن./كم²)                                 | 463.55                                        | 147.24 ألف                                                |
| العاصمة                                                   | كيغالي                                        | فاليتا                                                    |
| اللغة الرسمية                                             | اللغة الكينيارواندا، لغة إنجليزية، لغة فرنسية | اللغة المالطية، لغة إنجليزية                              |
| العملة                                                    | فرنك رواندي                                   | يورو، ليرة مالطية                                         |
| الناتج المحلي الإجمالي (بليون دولار)                      | 9.14 مليار                                    | 12.54 مليار                                               |
| الناتج المحلي الإجمالي (تعادل القوة الشرائية) بليون دولار | 20.46 مليار                                   | 14.68 مليار                                               |
| الناتج المحلي الإجمالي الاسمي للفرد دولار أمريكي          | 697                                           | 22.60 ألف                                                 |
| الناتج المحلي الإجمالي للفرد دولار أمريكي                 | 1.66 ألف                                      |                                                           |
| مؤشر التنمية البشرية                                      | 0.483                                         | 0.839                                                     |
| رمز المكالمات الدولي                                      | +250                                          | +356                                                      |
| رمز الإنترنت                                              | .rw                                           | .mt                                                       |
| المنطقة الزمنية                                           | ت ع م+02:00                                   | توقيت وسط أوروبا، ت ع م+01:00، ت ع م+02:00، أوروبا/مالطا ‏ |

## منظمات دولية مشتركة
يشترك البلدان في عضوية مجموعة من المنظمات الدولية، منها:
| علم المنظمة | اسم المنظمة                               | تاريخ انضمام رواندا | تاريخ انضمام مالطا |
| ----------- | ----------------------------------------- | ------------------- | ------------------ |
|             | يونسكو                                    | 7 نوفمبر 1962       | 10 فبراير 1965     |
|             | وكالة ضمان الاستثمار متعدد الأطراف        | 27 سبتمبر 2002      | 12 سبتمبر 1990     |
|             | الأمم المتحدة                             | 18 سبتمبر 1962      | 1 ديسمبر 1964      |
|             | دول الكومنولث                             | ?                   | ?                  |
|             | الاتحاد البريدي العالمي                   | ?                   | ?                  |
|             | البنك الدولي للإنشاء والتعمير             | 30 سبتمبر 1963      | 26 سبتمبر 1983     |
|             | الاتحاد الدولي للاتصالات                  | 12 ديسمبر 1962      | 1965               |
|             | منظمة حظر الأسلحة الكيميائية              | ?                   | ?                  |
|             | مؤسسة التمويل الدولية                     | 6 نوفمبر 1975       | 1 يونيو 2005       |
|             | المركز الدولي لتسوية المنازعات الاستشارية | 14 نوفمبر 1979      | 3 ديسمبر 2003      |
|             | منظمة التجارة العالمية                    | ?                   | ?                  |
|             | منظمة الشرطة الجنائية الدولية             | ?                   | ?                  |

## وصلات خارجية
- موقع وزارة الخارجية الرواندية
- موقع وزارة الخارجية المالطية